# 洛恩韦勒
洛恩韦勒是德国莱茵兰-普法尔茨州的一个市镇。总面积4.94平方公里，总人口392人，其中男性201人，女性191人（2011年12月31日），人口密度79人/平方公里。